# Cyclosorus wulingshanensis
Cyclosorus wulingshanensis là một loài thực vật có mạch trong họ Thelypteridaceae. Loài này được C.M. Zhang mô tả khoa học đầu tiên năm 1995.